# Gian Battista Scanzi
Gian Battista Scanzi (Sovere, 1957) è un ex fondista di corsa in montagna italiano.

## Biografia
Nel 1985 ha partecipato alla prima edizione dei campionati mondiali di corsa in montagna, piazzandosi in quarta posizione nella distanza corta e vincendo una medaglia d'oro a squadre.
Ha iniziato a correre agonisticamente all'età di 20 anni; anche sua moglie Paola Mazzucchelli ha praticato la corsa in montagna (vincendo anche due medaglie d'argento ai campionati italiani di corsa in montagna a staffetta e, a livello giovanile, una medaglia d'oro nei campionati italiani di corsa campestre a staffetta di categoria). Anche i figli Andrea, Ilaria e Marina hanno praticato atletica a buoni livelli, principalmente in gare di corsa in montagna e di trail running.
Dopo il ritiro, nel 2003 è diventato responsabile tecnico del gruppo sportivo della Forestale per la corsa in montagna, ruolo che ha ricoperto fino al 2016, anno in cui tale gruppo sportivo è stato sciolto.

## Palmarès
| Anno | Manifestazione                | Sede        | Evento         | Risultato | Prestazione | Note |
| ---- | ----------------------------- | ----------- | -------------- | --------- | ----------- | ---- |
| 1985 | Mondiali di corsa in montagna | San Vigilio | Distanza corta | 4º        | 34'11"      |      |
| 1985 | Mondiali di corsa in montagna | San Vigilio | A squadre      | Oro       | 9 p.        |      |

## Campionati nazionali
1982
- Oro ai campionati italiani di corsa in montagna a staffetta (in squadra con Fausto Bonzi e Privato Pezzoli)

1985
- Argento ai campionati italiani di corsa in montagna a staffetta (in squadra con Luigi Bortoluzzi e Maurizio Simonetti)

1987
- 8º ai campionati italiani di corsa in montagna

1988
- Argento ai campionati italiani di corsa in montagna a staffetta (in squadra con Luigi Bortoluzzi e Lucio Fregona)

1990
- 5º ai campionati italiani di corsa in montagna a staffetta[3] (in squadra con Maurizio Simonetti e Battista Lizzoli)

1991
- 11º ai campionati italiani di corsa in montagna a staffetta (in squadra con Lucio Fregona ed Emiliano Milesi)

2016
- 24º ai campionati italiani master di corsa in montagna, categoria SM55

## Altre competizioni internazionali
1982
- 9° alla Dieci miglia del Garda ( Navazzo), 9,8 km - 33'26"[4]
- Oro al Trofeo Val Canzoi ( Agordo) (in squadra con Fausto Bonzi e Privato Pezzoli)

1983
- Oro al Trofeo Jack Canali ( Albavilla) - 39'03"[5]

1984
- 21º al Cross dell'Altopiano ( Clusone)
- Oro al Trofeo Jack Canali ( Albavilla) - 37'59"[5]

1985
- 4º al Cross dell'Altopiano ( Clusone) - 30'25"
- Oro al Trofeo Vanoni ( Morbegno), gara a staffetta (in squadra con Galeazzi e Bortoluzzi) - 1h30'10"
- 6º alla Scalata allo Zucco ( San Pellegrino Terme) - 1h14'21"

1986
- 49º al Campaccio ( San Giorgio su Legnano) - 40'37"
- 17º al Cross dell'Altopiano ( Clusone) - 21'17"
- Oro al Trofeo Jack Canali ( Albavilla) - 39'03"[5]

1987
- Oro al Trofeo Vanoni ( Morbegno) - 29'57"
- Oro al Trofeo Vanoni ( Morbegno), gara a staffetta (in squadra con Galeazzi e Bortoluzzi) - 1h32'37"

1988
- 4° alla Tre Funivie del Sestriere ( Sestriere), 19,9 km - 1h49'32"[6]
- Oro alla Cà Bianca ( Cafasse) - 51'44"[7]
- Oro all'Erba-Capanna Mara - 44'03"[8] (in squadra con Lizzoli)

1991
- 10º alla Scalata dello Zucco ( San Pellegrino Terme) - 45'30"

1994
- Oro al Trofeo Vanoni ( Morbegno), gara a staffetta (in squadra con Galeazzi e Lucio Fregona) - 1h34'46"

2015
- 18° al Trofeo della montagna ( Angolo Terme) - 52'15"[9]
- 61° alla Cronoscalata delle Civine ( Gussago), 1,85 km - 10'39"

2019
- 73° alla Road to Zermatt ( Gazzaniga) - 1h19'27"[10]